# Hermann Thüme

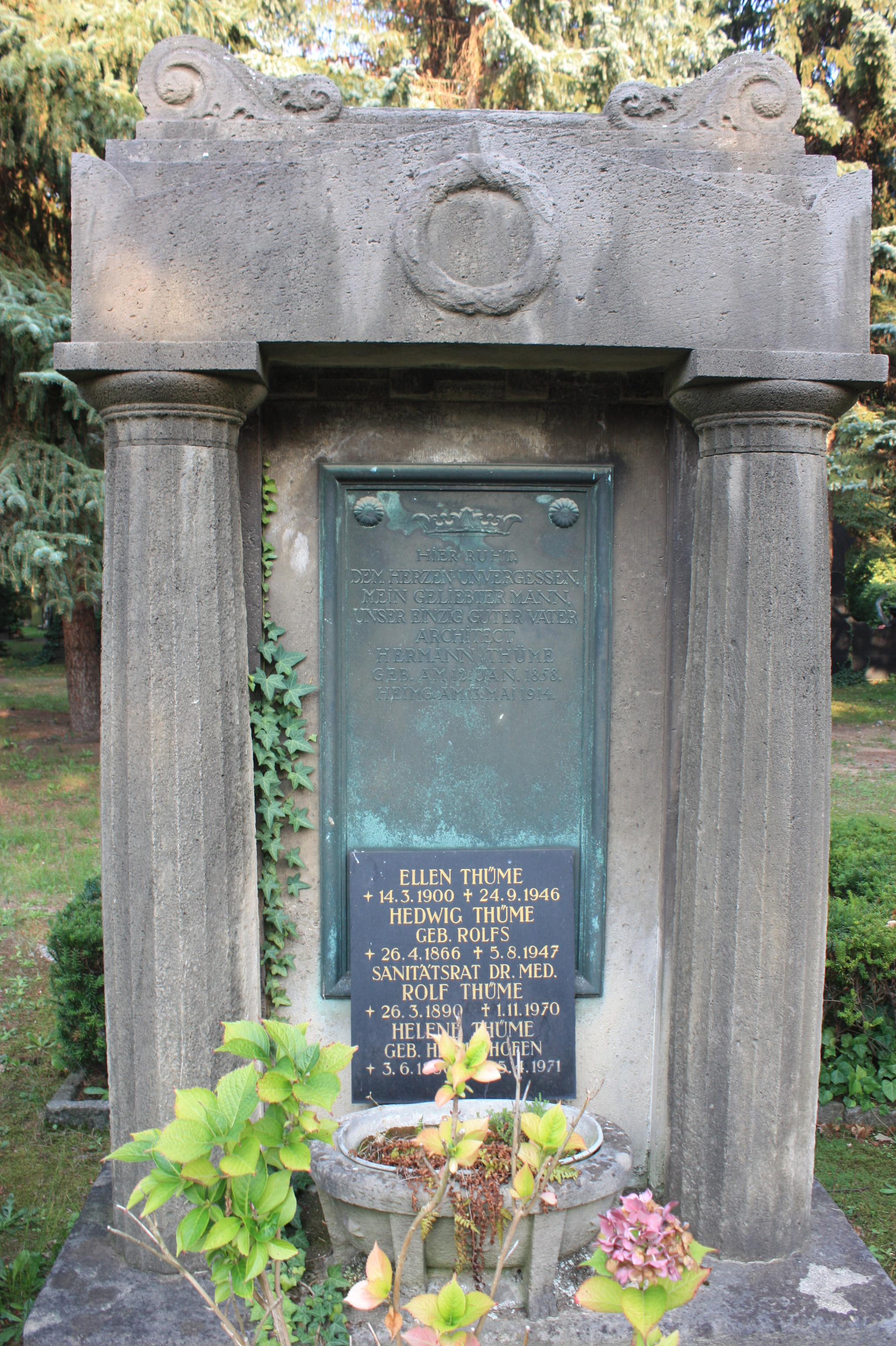
Grabmal der Familie Thüme auf dem Trinitatisfriedhof in Dresden

Karl Robert Hermann Thüme (* 12. Januar 1858 in Dresden; † 13. Mai 1914 ebenda) war ein deutscher Architekt.

## Leben
Hermann Thüme absolvierte ein Studium am Polytechnikum Dresden. Zu seinen Lehrern zählten Karl Weißbach und Ernst Giese. Nach Ende des Studiums ging Thüme nach Hamburg und arbeitete im dortigen Architekturbüro von Manfred Semper.  Ab 1890 arbeitete Thüme als selbständiger Architekt mit eigenem Architekturbüro in Dresden. 
Thüme beteiligte sich an zahlreichen Architektenwettbewerben. Er konnte sich mit seinem Entwurf unter anderem im Wettbewerb um den Neubau der Landesversicherungsanstalt in Dresden durchsetzen, der von 1892 bis 1895 an der Marschnerstraße ausgeführt, jedoch 1945 zerstört wurde. Sein Entwurf für das Neue Rathaus in Dresden mit dem Motto (Kennwort) Auf dem Walle wurde 1901 von der Stadt Dresden für 1000 Mark angekauft.
Thüme verstarb 1914 und wurde auf dem Trinitatisfriedhof in Dresden beigesetzt.

## Bauten und Entwürfe

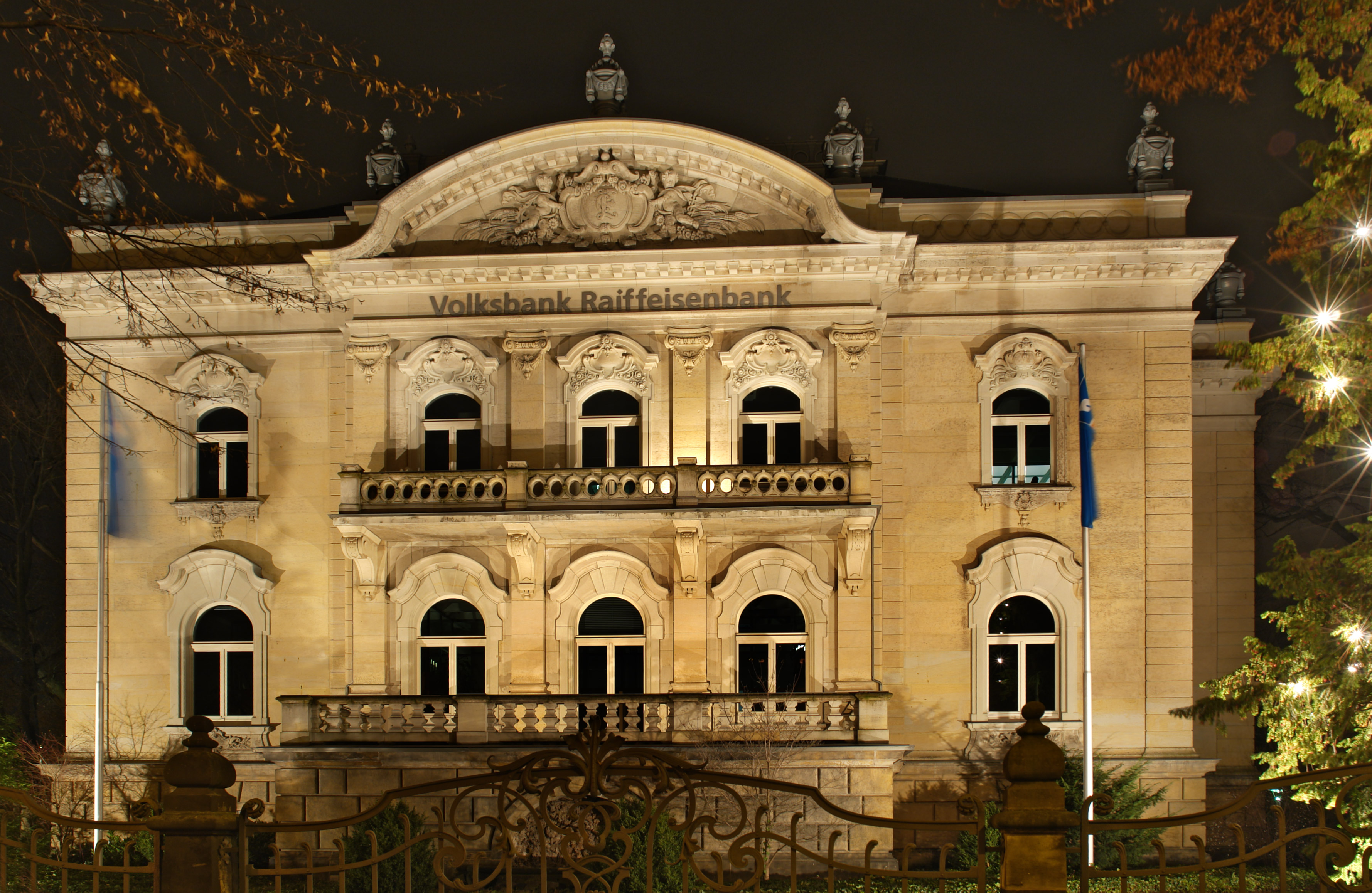
Villa Eschebach

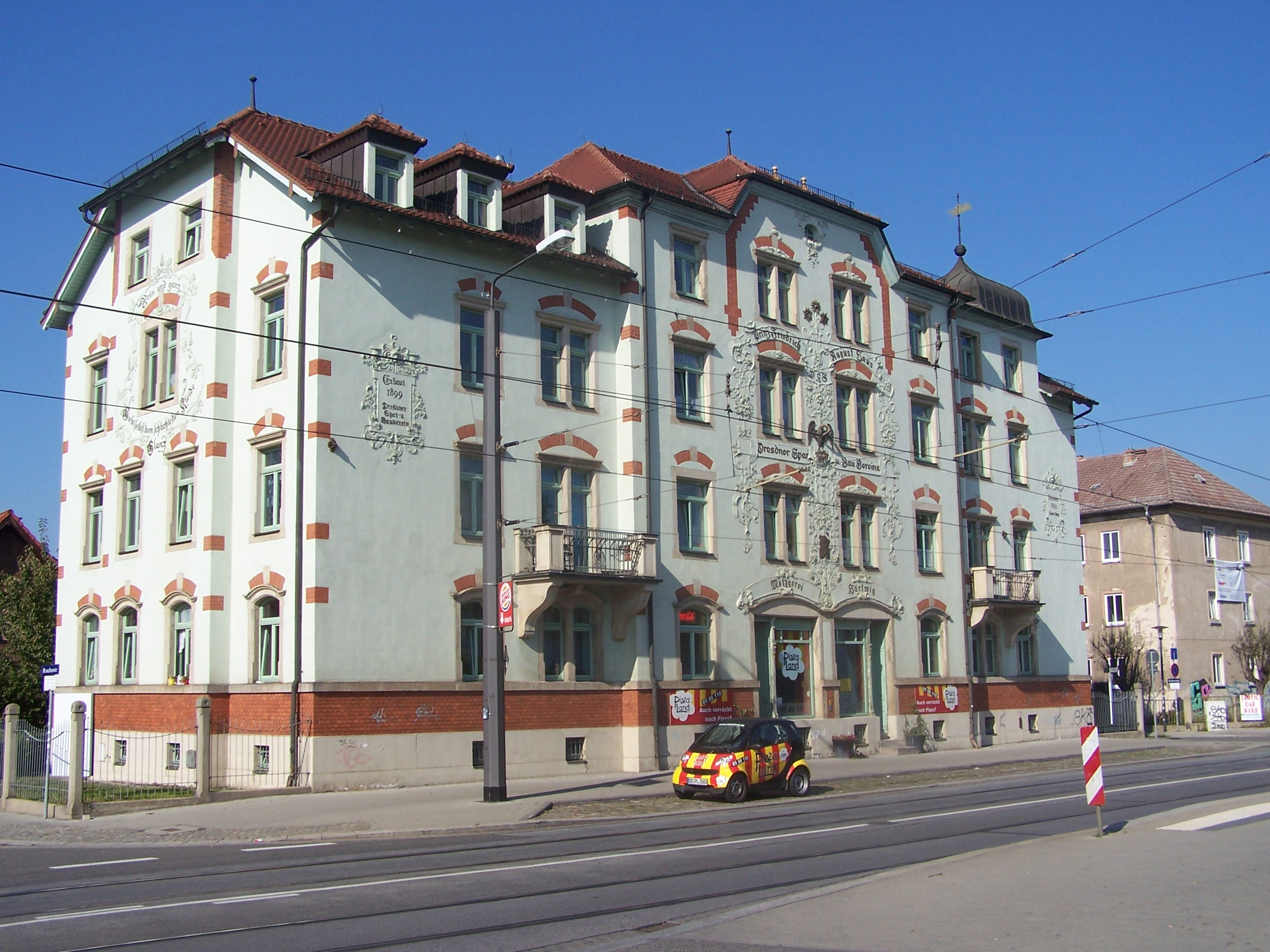
Prinz-Friedrich-August-Haus

- 1890: Wettbewerbsentwurf für das Justizgebäude in Bremen (prämiert mit einem von zwei 3. Preisen)[3]
- 1891: Wettbewerbsentwurf für das Rathaus in Pforzheim (Ankauf)[4]
- 1892–1895: Verwaltungsgebäude für die Landesversicherungsanstalt Sachsen in Dresden-Johannstadt, Holbeinstraße / Marschnerstraße / Dürerstraße (1945 zerstört, nur jüngerer Erweiterungsbau verändert erhalten)[5]
- 1894–1895: Villa Mozartstraße 6 in Dresden
- 1897: Wettbewerbsentwurf für das Kaufmännische Vereinshaus mit Saalbau in Chemnitz (prämiert mit einem von vier gleichrangigen Preisen)[6]
- 1899: Mehrfamilienwohnhaus Prinz-Friedrich-August-Haus in Dresden-Kaditz, Roscherstraße 2
- 1900: Mehrfamilienwohnhaus Silomon-Sulzberger-Haus in Dresden-Johannstadt, Gutenbergstraße 3
- 1900: Mehrfamilienwohnhaus Eschebachhaus in Dresden-Pieschen, Großenhainer Straße 131
- 1900–1903: Villa Eschebach in Dresden-Neustadt, Bautzner Straße 2
- 1901: Wettbewerbsentwurf für das Neue Rathaus in Dresden (Ankauf)
- um 1904: Entwurf zu einem Mausoleum in Königsbrück
- 1905: Wettbewerbsentwurf für das Rathaus in Werdau (Ankauf)[7]
- 1905–1906: Neues Krankenhaus in Radeberg (heute Asklepios-Klinik)